# 디노 크라이시스

디노 크라이시스(Dino Crisis, 일본어: ディノクライシス)는 미카미 신지가 개발하고 캡콤이 개발, 배급한 서바이벌 호러 액션 어드벤처 비디오 게임 시리즈이다. 줄거리는 섬 위의 연구소 등 폐쇄된 환경의 공룡의 반복되는 등장에 초점을 둔다. 이 시리즈에는 만화책과 상품도 포함된다. 2019년 12월 31일 기준으로 이 게임 시리즈는 전 세계적으로 4,400,000본 이상 판매되었다.

## 게임
| 게임          | 메타크리틱                       |
| ------------- | -------------------------------- |
| Dino Crisis   | (PS) 84% (DC) 74/100 (PC) 59/100 |
| Dino Crisis 2 | (PS) 86/100 (PC) 57%             |
| Dino Stalker  | (PS2) 50/100                     |
| Dino Crisis 3 | (Xbox) 51/100                    |

- 디노 크라이시스 (비디오 게임) (1999)
- 디노 크라이시스 2 (2000)
- 디노 스토커 (2002)
- 디노 크라이시스: 던전 인 카오스 (2003)
- 디노 크라이시스 3